# آدریان امانوئل مارتینز
آدریان امانوئل مارتینز (انگلیسی: Adrián Emmanuel Martínez؛ زادهٔ ۲ ژوئیهٔ ۱۹۹۲) بازیکن فوتبال اهل آرژانتین است.